# Myrmecodesmus formicarius
Myrmecodesmus formicarius är en mångfotingart som beskrevs av Filippo Silvestri 1910. Myrmecodesmus formicarius ingår i släktet Myrmecodesmus och familjen fingerdubbelfotingar. Inga underarter finns listade i Catalogue of Life.